# Càndida Majoral i Majoral
Càndida Majoral i Majoral (Cornellana, nucli del municipi de la Vansa i Fórnols, Alt Urgell, 2 de febrer de 1917 - Sant Julià de Lòria, Andorra, 4 de gener de 2018) fou una de les últimes trementinaires.
La petita de les tres germanes de cal Peret de Cornellana començà a acompanyar la seva mare, Maria Majoral, en els seus viatges com a trementinarie per vendre herbes medicinals i altres remeis pels masos i pobles de bona part de Catalunya, a la segona meitat de la dècada dels anys vint, quan era molt joveneta, i continuà anant amb ella fins a la postguerra. Totes tres filles de la casa l'acompanyaren en algun moment, «però Càndida va ser la que va anar-hi més temps, perquè en certa manera havia d'esperar el relleu de la generació següent». Càndida Majoral va fer de trementinaire fins als 26 anys, que es casà i es traslladà a viure a Andorra, primer a Aubinyà, i després a Sant Julià de Lòria; va treballar aleshores a la fàbrica de tabac Reig, tant al camp com al taller fent cigars, fins que es jubilà.
El seu testimoni i les dades i els records que ha aportat han contribuït als estudis sobre aquest ofici tradicional de moltes dones de la vall de la Vansa i Tuixent. El 2011 va rebre el premi Trementinaire d'Honor que s'atorga cada any a La Vansa amb motiu de la Festa de les Trementinaires.